# Megaskepasma erythrochlamys
Megaskepasma es un género monotípico de plantas con flores perteneciente a la familia Acanthaceae. Su única especie:  Megaskepasma erythrochlamys Lindau, se distribuye por Centroamérica y el norte de Sudamérica. El género es monotípico y se reconoce mejor por sus brácteas grandes, más bien vistosas y ausencia de cistolitos en las hojas secas. 

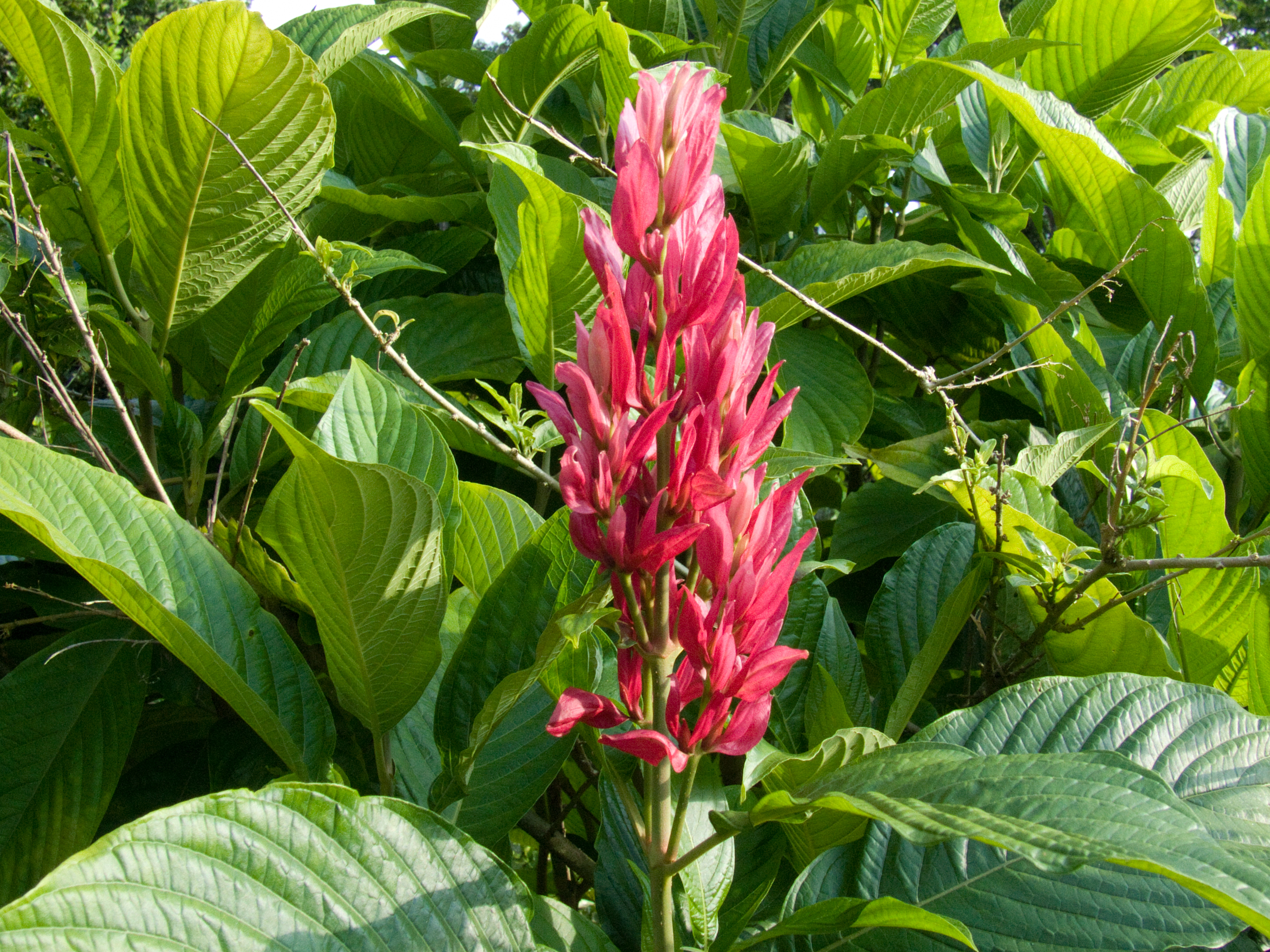
Inflorescencia

## Descripción
Es un arbusto de hasta 4 m de alto; los tallos jóvenes subcuadrangulares, pubérulos. Las hojas elípticas, de 13–28 cm de largo y 3.5–13 cm de ancho, el ápice acuminado con un acumen apiculado y redondeado, base aguda, márgenes enteros a crenulados, con pecíolos de hasta 4 cm de largo, pubérulos. Las inflorescencias en forma de espigas agrupadas, laxas, de hasta 20 cm de largo, con pedúnculos de hasta 3.5 cm de largo, pubérulos, con brácteas solitarias, ovadas a elípticas, ápice y base agudos, morado-rojizas, café-rojizas cuando secas; sépalos 5, iguales, lanceolados, corola bilabiada,  pilosa, blanca, labio superior 2-lobado, el inferior 3-lobado. Frutos claviformes, de 30–35 mm de largo, glabros.

## Distribución
Especie común, es cultivada; es nativa de Venezuela, y es cultivada en casi toda América tropical.

## Taxonomía
Megaskepasma erythrochlamys fue descrita por Gustav Lindau y publicado en Bulletin de l'Herbier Boissier 5(8): 666. 1897.